# 乙酰氧基丁酸乙酯
乙酰氧基丁酸乙酯（EAB）是一种挥发性化合物，在成熟菠萝的气味中占比较小，其纯净物的气味与酸的酸奶相似。它与内源性信号分子（如GHB）具有相似的化学结构，可以产生类似的镇静作用。
它可在醇钠的催化下由γ-丁内酯和乙酸乙酯反应得到。